# عزت أباد (شليل)
عزت أباد (بالفارسية: عزت‌آباد) هي قرية تقع في إيران في قسم شلیل الريفي. يقدر عدد سكانها بـ 548 نسمة .